# Unna a Nuuk
Unna a Nuuk (fin. Unna ja Nuuk) je finský rodinný film z roku 2006, který režírovala Saara Cantell. Na vytvoření filmu použilo Mandart Entertainment zhruba 1,5 miliónů eur. Účastnil se Berlínského filmového festivalu v únoru 2006 a ve stejném roce obdržel 2. místo ve své kategorii na Giffoni Film Festival v Itálii. 

## Obsazení
| Rosa Salomaa      | Unna              |
| Toni Leppe        | Nuuk              |
| Tommi Korpela     | Alti, Nukuův otec |
| Meri Nenonen      | matka Unny        |
| Esko Salminen     | dědeček Unny      |
| Kristiina Halkola | babička           |
| Jenni Banerjee    | Lumik             |
| Miko Koukki       | Keisanen, taxikář |

## Příběh
Jedenáctiletá Unna se dozví od svého dědečka, kterého nedávno převezli do nemocnice, o šamanech a zvláštním stromu, jehož dřevo by mu pomohlo se vyléčit. Pomocí kouzel – amuletu a bubnu – se ocitá v pravěku, kde hledá onen vzácný strom. Mezitím se Nuuk, zhruba stejně starý chlapec, vydává se svým otcem na průzkum, protože do jejich vesnice přestala téct říčkou voda. Zjistí, že jiný kmen postavil na řece přehradu, aby měl sám pro sebe vodu. Při průzkumu jsou však cizím kmenem odhaleni a Nuuk se svým otcem jsou od sebe odtrženi. Rychle se vrací do vesnice, když v tom potká Unnu. Stanou se z nich přátelé a Nuuk jí chce pomoci při jejím pátrání. Ve vesnici se Unna od místní šamanky dozví, že strom roste v oblasti, kde se usadil cizí kmen.